# Rohrammer

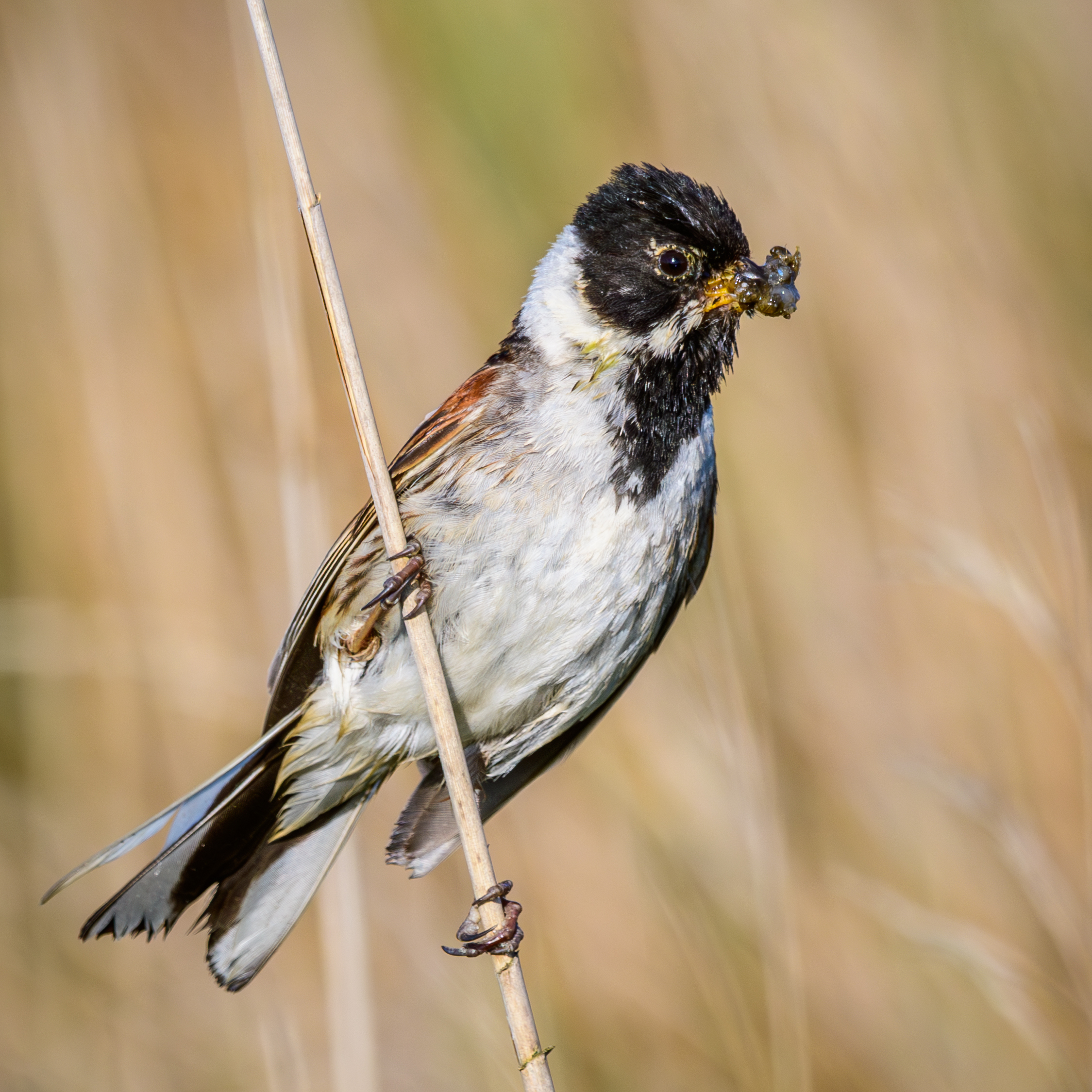
Eine Rohrammer mit Futter

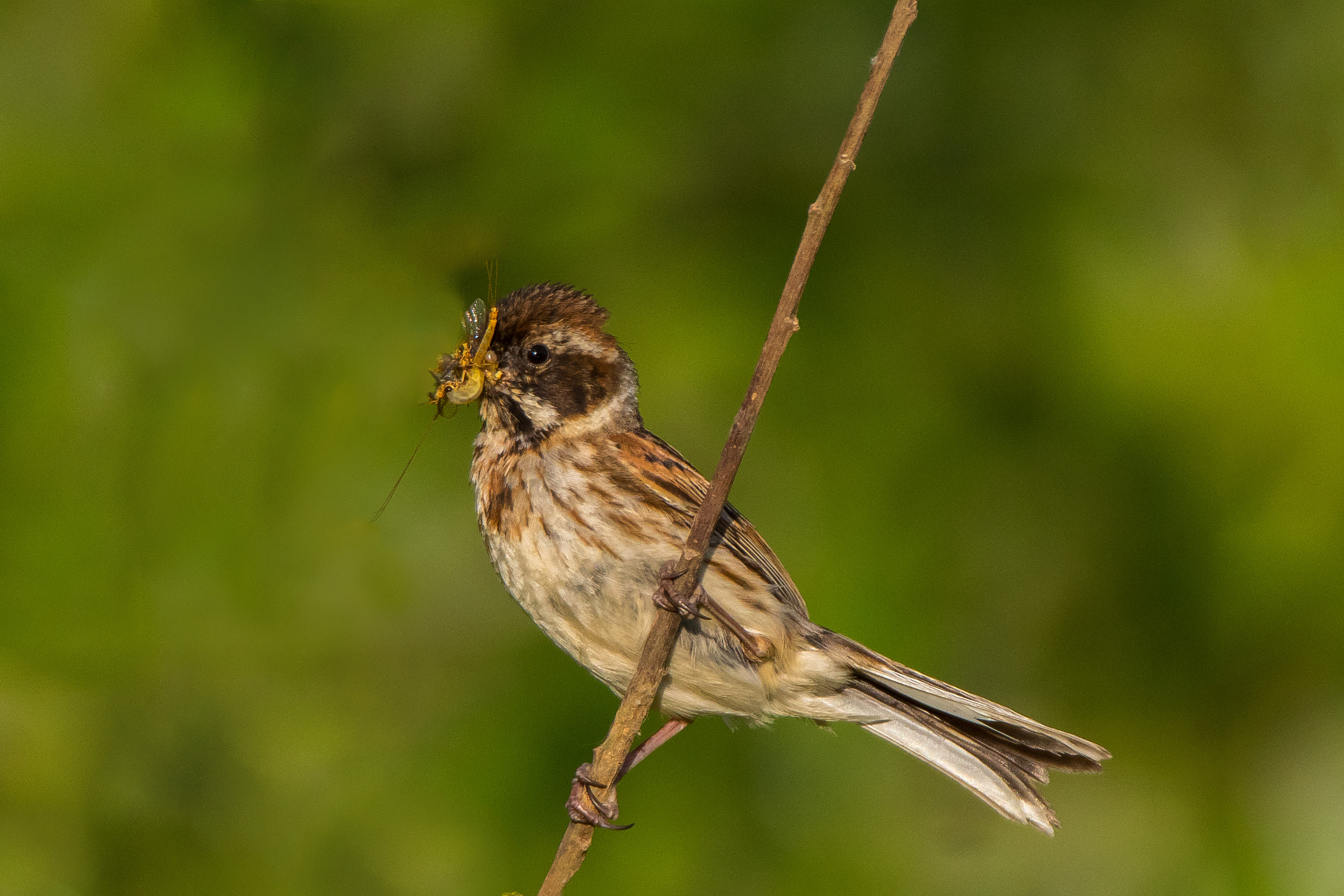
Weibchen im Prachtkleid mit Futter im Schnabel

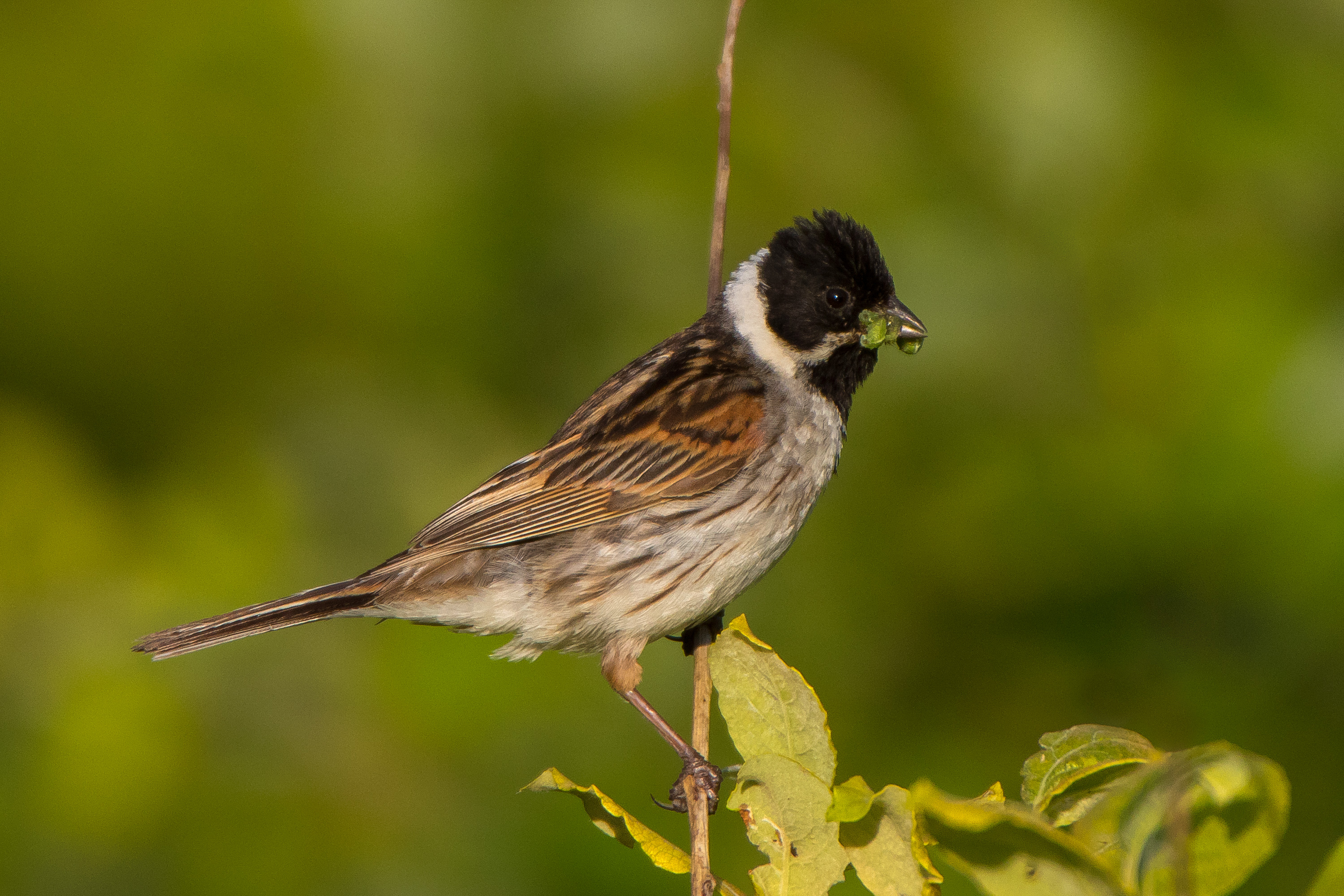
Männchen im Prachtkleid mit Futter im Schnabel

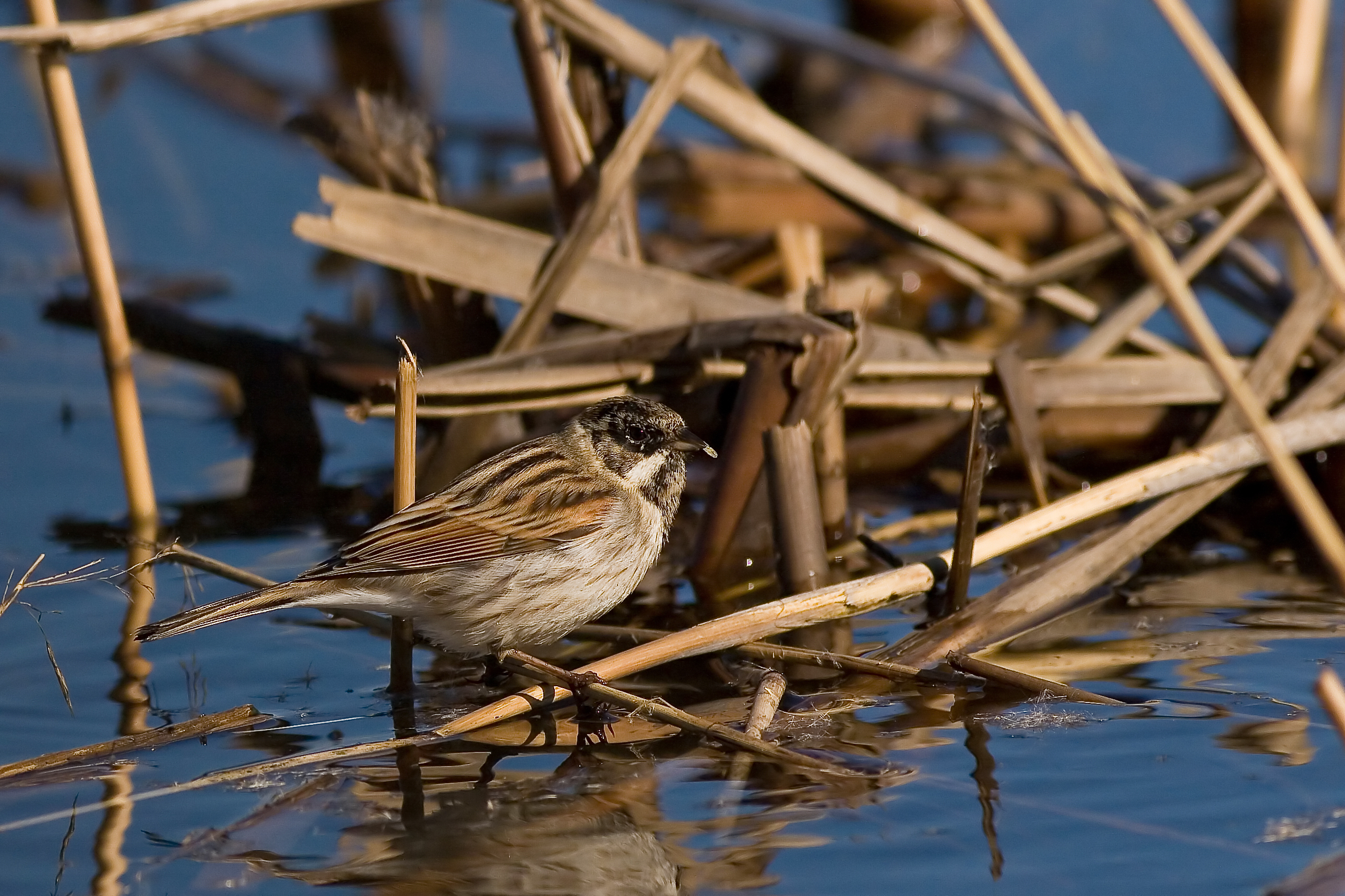
Rohrammer, Finnland

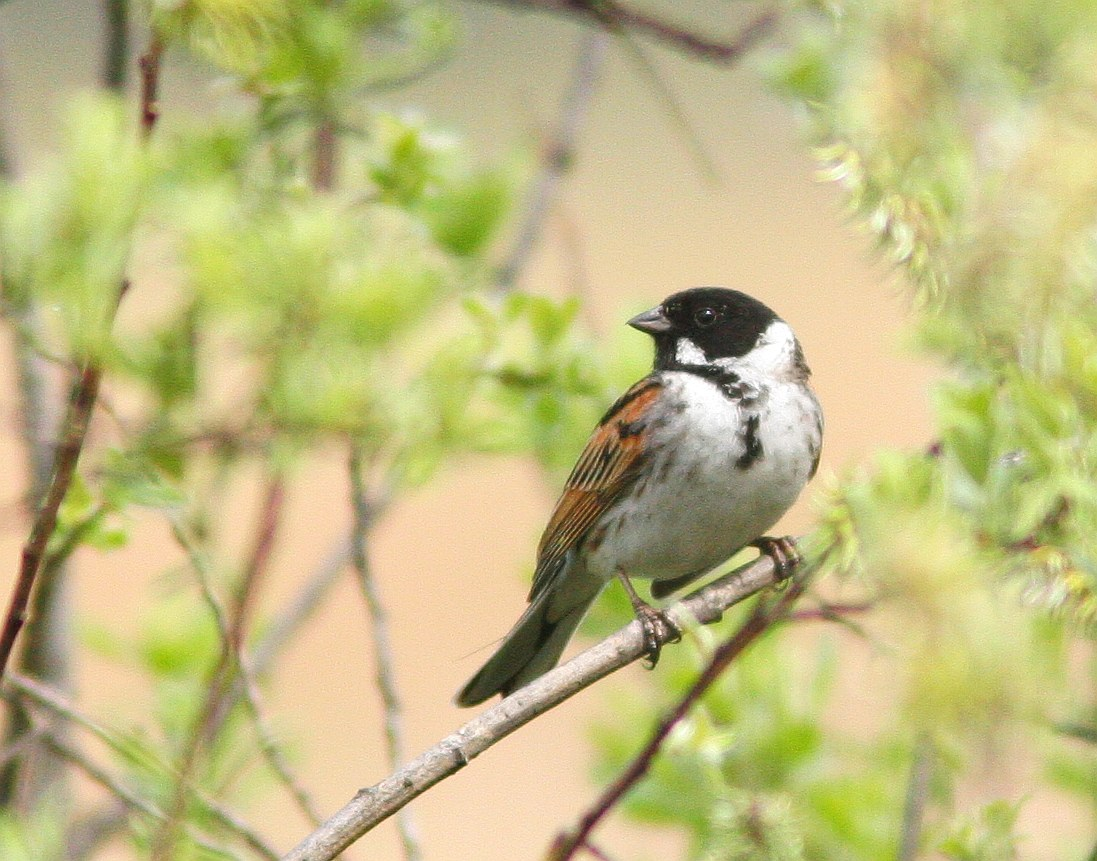
Männchen

Die Rohrammer (Emberiza schoeniclus), auch Rohrspatz genannt, ist eine Vogelart aus der Familie der Ammern (Emberizidae). Von Europa und Nordafrika bis Ostasien ist sie ein Brutvogel; dabei fehlt sie nur auf einigen Mittelmeer-Inseln. In Mitteleuropa ist sie ein Teilzieher; besonders häufig ist sie in Schilf- und Seggengebieten anzutreffen. 
Im Oktober\November verlassen die meisten Individuen der Art Mitteleuropa und kehren im Februar und März zurück: Ihr Winterquartier reicht bis nach Nordafrika.

## Merkmale
Die Rohrammer erreicht eine Körperlänge von 13 bis 16 Zentimetern. Beim Männchen sind im Prachtkleid Kopf und Kehle schwarz, das auffallende, breite Nackenband ist weiß, der Rücken ist dunkelbraun gestreift, der Bürzel ist gräulich, die Unterseite ist auf gräulich-hellem Grund verwaschen bräunlich gestreift, wobei dieses Merkmal an den Flanken intensiver ausgeprägt ist. Nach der Herbstmauser ist diese kontrastreiche Färbung durch graue Federsäume verdeckt und kommt im Verlauf des Winters nach Verschleiß der Federränder wieder zum Vorschein. Das Weibchen ist braun gestreift mit schwarzweißem Bartstreif und einem hellen Überaugenstreif, die Unterseite heller. Es lässt sich auf dem Zuge nur schwer bestimmen, besonders, wenn man es allein antrifft.
Jungvögel gleichen dem adulten Weibchen. Die Nestlinge haben an Kopf, Oberkörper und Bauch zunächst recht lange rußschwarze Dunen. Der Rachen und die Zunge sind rosa, Zungenränder und -spitze dagegen weißlichrosa. Die Schnabelwülste sind gelblichweiß.

## Verwechslungsmöglichkeiten
Verwechslungsmöglichkeiten bestehen mit der Zwerg- und der Waldammer. Die Waldammer weist jedoch kastanienbraune Streifen an Flanken und Brust auf und hat einen rotbraunen Bürzel sowie einen weißen Fleck an den Ohrdecken. Die Zwergammer ist kleiner, hat eine kastanienbraune Gesichtsmaske und blasse Augenringe.

## Verbreitungsgebiet

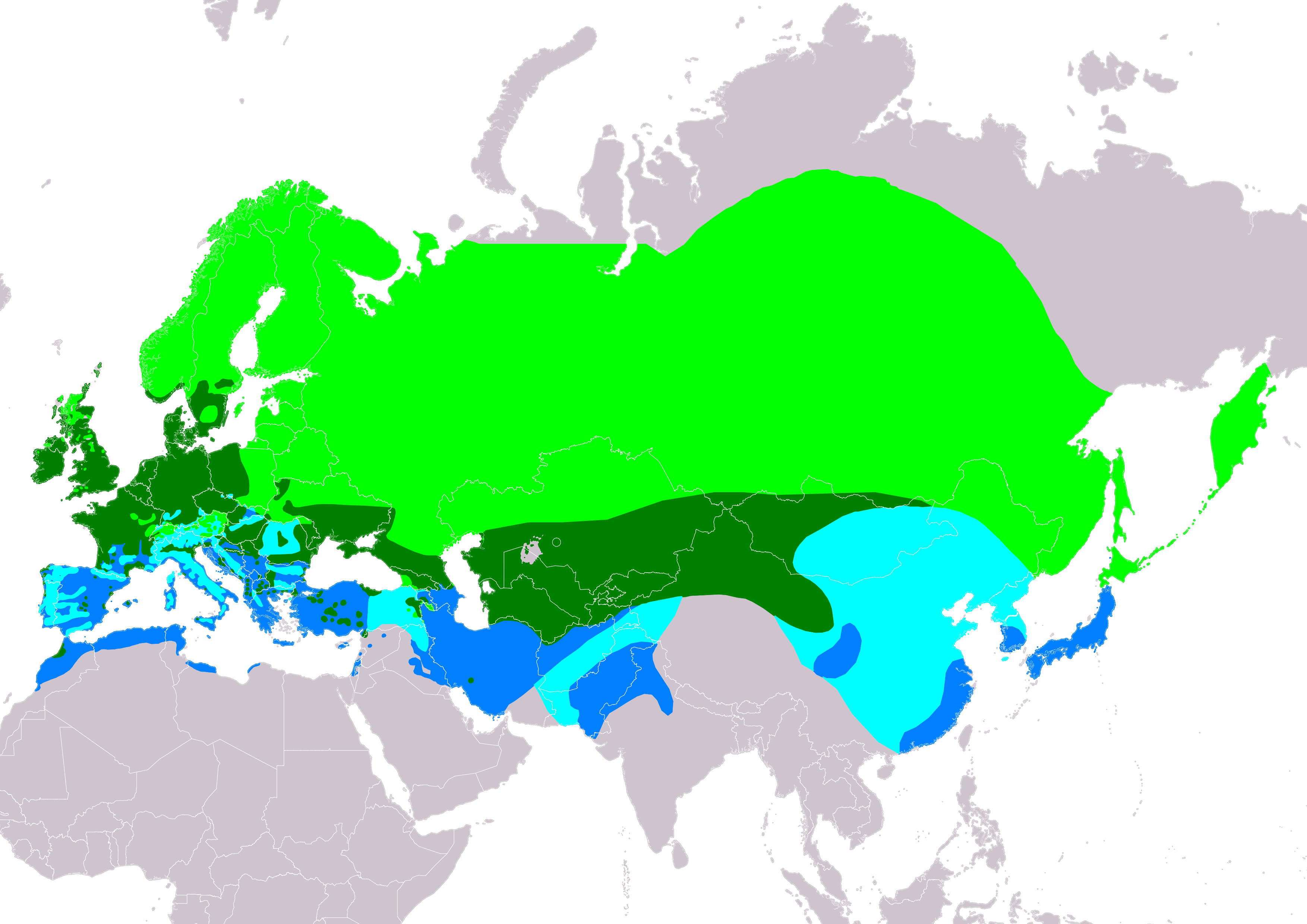
Verbreitung der Rohrammer:
Brutgebiete
Ganzjähriges Vorkommen
Migration
Überwinterungsgebiete

Das Verbreitungsgebiet der Rohrammer erstreckt sich über Eurasien. Im Norden reicht es bis nach Skandinavien und Zentralsibirien, im Osten liegt die Verbreitungsgrenze in Japan und Kamtschatka. Die Art kommt außerdem als Brutvogel im Nordwesten Chinas, im Iran, in der Türkei, auf der iberischen Halbinsel und in Marokko vor. Sie ist ein Teilzieher und überwintert in Süd- und Westeuropa, im Mittelmeerraum und im Süden und Osten Asiens. Auf dem afrikanischen Kontinent ist die Rohrammer ein seltener Brutvogel. Bekannt sind nur vier Stellen in Marokko, wo diese Art bislang gebrütet hat. Als Irrgast erreicht sie gelegentlich den Norden Ägyptens.
Entlang der Donau und zwischen dem Schwarzen und Kaspischen Meer kommt die Rohrammer ganzjährig vor, nördlich der genannten Gebiete ist sie nur während der Brutzeit anzutreffen und überwintert in Südeuropa. Während die meisten insektenfressenden Zugvögel während der Nacht ziehen, wandert die Rohrammer wie die anderen Samenfresser tagsüber.

## Lebensraum
Die Rohrammer ist ein charakteristischer Vogel der Feuchtgebiete und lebt in mittleren bis großen Röhricht- und Schilfflächen, an Gewässerrändern mit Buschbestand, grasbewachsenen Sümpfen mit eingestreuten Büschen und im Weidendickicht in sumpfigen Wiesen. Im Herbst begibt sie sich manchmal auch auf abgeerntete Mais- und Getreidefelder, wo sie – oft gemeinsam mit Finken und Sperlingen – nach Nahrung sucht.
Auf dem Zug und in den Überwinterungsgebieten hält sie sich an Seeufern und in Feuchtgebieten auf. Sie ist jedoch auch häufig weitab von Gewässern anzutreffen und sucht auf Agrarflächen, auf Waldlichtungen und in Sanddünen nach Nahrung.

## Lebensweise
Rohrammern sieht man oft in ruckartigem Flug umherstreifen oder an erhöhter Stelle – häufig schräg an einem Halm – mit gespreiztem Schwanz sitzen, wenn sie ihren Gesang vortragen, der Anlass zu der Redensart schimpfen wie ein Rohrspatz gegeben hat. Der Ruf ist langgezogen und nachdrücklich hoch und rauer.

### Nahrung
Die Rohrammer ernährt sich vorzugsweise von Grassamen und zusätzlich im Sommer von kleinen Insekten, Schnecken und Würmern. Sie sucht überwiegend am Boden nach Nahrung und ist dann häufig in Röhrichtbeständen sowie auf feuchtem Grasland und Weiden zu beobachten. Gelegentlich sucht sie auch im unteren Bereich von Büschen und Bäumen, die am Gewässerufer stehen, nach Nahrung. Während der Nahrungssuche ist die Rohrammer sehr bewegungsfreudig. Gelegentlich fängt sie sogar im Flug Insekten. Sehr häufig baumt sie auf einer freistehenden Warte auf.
Während der Fortpflanzungszeit ernährt sich die Rohrammer überwiegend von Wirbellosen. Eine besondere Rolle spielen dabei Zweiflügler, Raupen, Käfer, Spinnen, Libellen und Springschrecken. Nach der Fortpflanzungszeit dominieren Samen von Gräsern, Wirbellose werden aber noch opportunistisch gefressen.

### Fortpflanzung

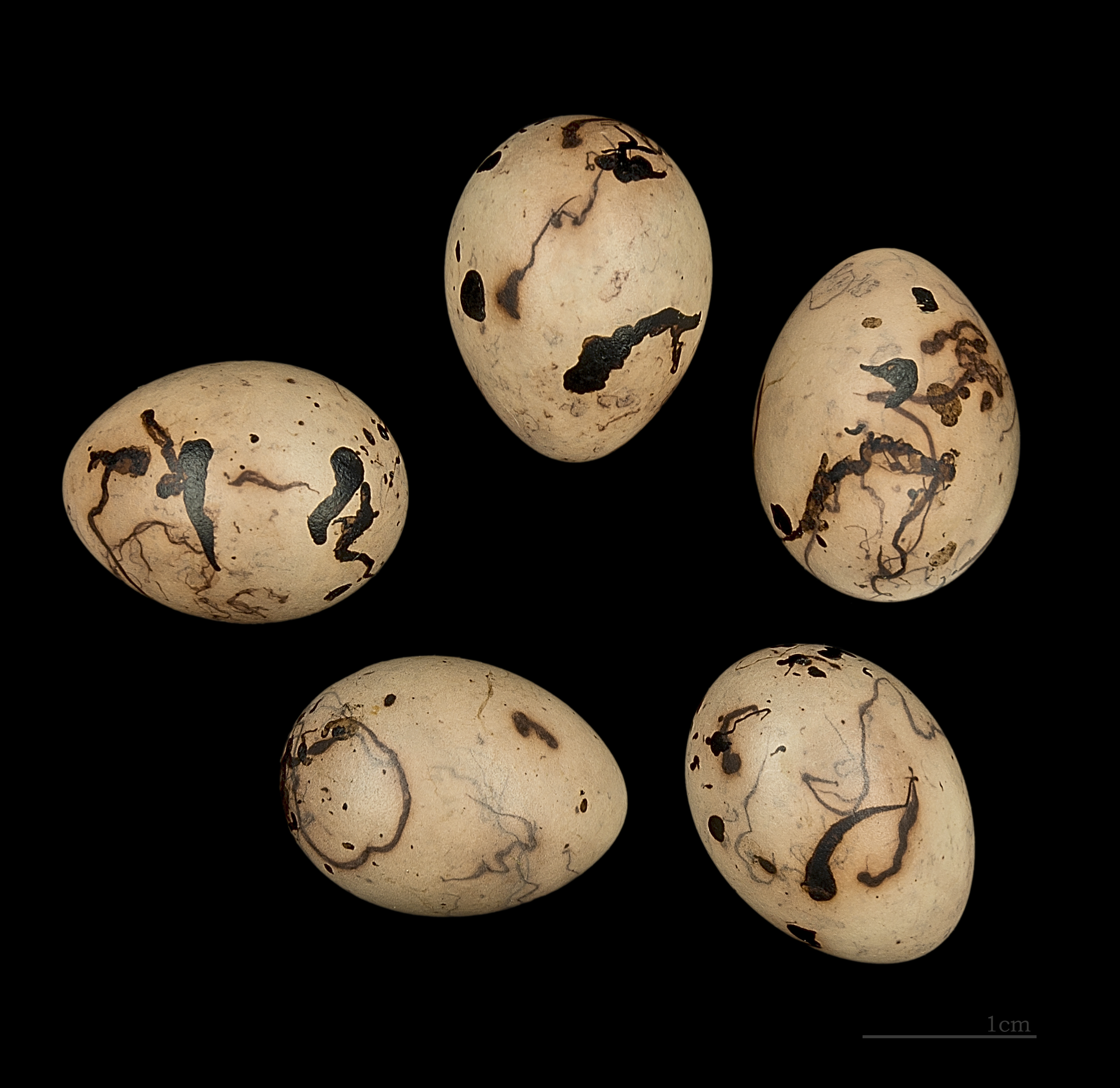
Emberiza schoeniclus

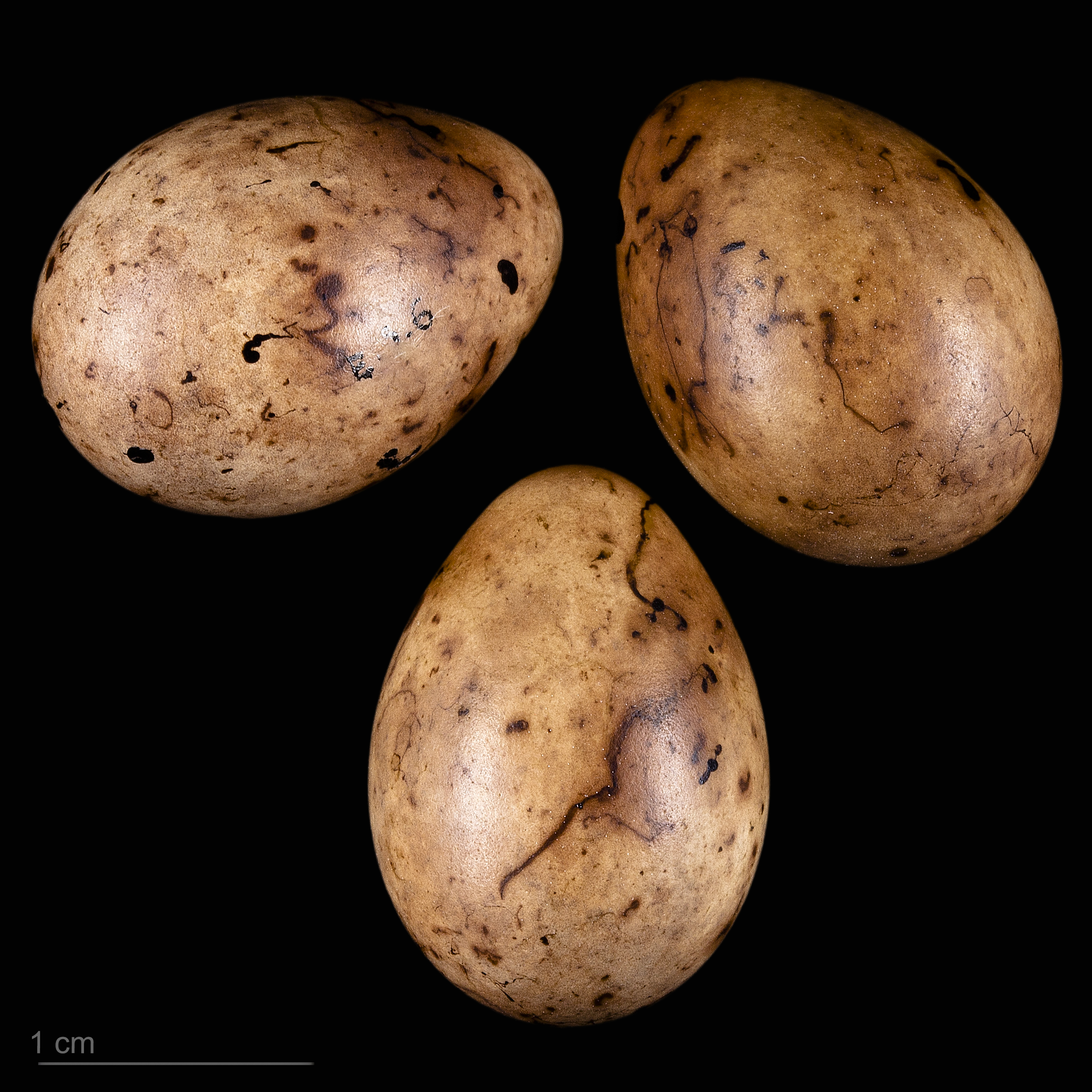
Emberiza schoeniclus witherbyei, Sammlung Museum von Toulouse

Die Balz besteht größtenteils aus einer schnellen Verfolgungsjagd, die häufig in einer heftigen Balgerei endet. Um dem Weibchen zu imponieren, richtet das Männchen gelegentlich seinen auffallend weißen Kragen auf, der in starkem Kontrast zum schwarzen Kopf steht.
Rohrammern brüten am Rande von Schilf- und Röhrichtbeständen, in Ufergebüschen und seltener auch fernab von Wasser in hoher dichter Vegetation wie beispielsweise Rapsfeldern. Das napfförmige Nest wird so errichtet, dass es in der Vegetation gut verborgen ist. Es befindet sich entweder dicht am Boden unter überhängendem Altgras oder bis zu einem Meter hoch in einem Busch. Am Bau ist nur das Weibchen beteiligt, das dabei vom Männchen begleitet wird. Es verbaut Gras, Seggen, Binsen und Moos. Die eigentliche Nistmulde wird mit feinem Gras, Tierhaaren und Schilfrispen gepolstert.
Das Gelege umfasst meist 4–6 Eier. Die Eier sind wie viele Ammerneier mit eigenartigen Schnörkeln und Kritzeleien auf veränderliche Grundtönung gezeichnet. Die Brutzeit beträgt 12–14 Tage, es brütet allein der weibliche Elternvogel. Die Nestlingszeit dauert zwischen 12 und 15 Tagen. Brutsaison ist von April bis Juli. In Mitteleuropa und Großbritannien ziehen Rohrammern in der Regel zwei Bruten groß, in Skandinavien dagegen meistens nur eine Jahresbrut.
Manche Männchen sind nicht monogam, sondern betreuen mehrere Nester, in denen jeweils ein Weibchen auf seiner Brut sitzt. Um die Aufmerksamkeit von Fressfeinden von ihrem Nest abzulenken, verleiten Rohrammern d. h., sie flattern wie flügellahm am Boden entlang – eine Finte, die kleine, auf erhöhten Warten sitzende Vögel sonst üblicherweise nicht anwenden.
Der Reproduktionserfolg von Rohrammern ist nicht sehr hoch, sehr viele Gelege fallen Prädatoren zum Opfer. Bei einer in England durchgeführten Studie flogen von 100 Nestern nur zwanzig Jungvögel aus. Aus insgesamt 1846 Eiern, die gelegt wurden, schlüpften nur 67 Prozent Nestlinge und dreißig Prozent von diesen wurden flügge.

## Unterarten
Die von Integrated Taxonomic Information System anerkannten Unterarten sind:
- Emberiza schoeniclus caspia Ménétries, 1832
- Emberiza schoeniclus centralasiae Hartert, E, 1904
- Emberiza schoeniclus harterti Sushkin, 1906
- Emberiza schoeniclus incognita (Zarudny, 1917)
- Emberiza schoeniclus intermedia Degland, 1849 – Korsika, Italien und Adriaküste. Ein Teil dieser Population überwintert in Algerien und Tunesien.
- Emberiza schoeniclus korejewi (Zarudny, 1907)
- Emberiza schoeniclus pallidior Hartert, E, 1904
- Emberiza schoeniclus parvirostris Buturlin, 1910
- Emberiza schoeniclus passerina Pallas, 1771
- Emberiza schoeniclus pyrrhulina (Swinhoe, 1876)
- Emberiza schoeniclus pyrrhuloides Pallas, 1811
- Emberiza schoeniclus reiseri Hartert, E, 1904
- Emberiza schoeniclus schoeniclus (Linnaeus, 1758)
- Emberiza schoeniclus stresemanni F. Steinbacher, 1930
- Emberiza schoeniclus tschusii Reiser & Almásy, 1898 – Donautal in Bulgarien und Rumänien bis in den Süden der Ukraine
- Emberiza schoeniclus ukrainae (Zarudny, 1917)
- Emberiza schoeniclus witherbyi Von Jordans, 1923 – Iberische Halbinsel und Südfrankreich
- Emberiza schoeniclus zaidamensis Portenko, 1929

## Einzelbelege
1. ↑  Harrison u. a., S. 444.
2. ↑  Fry u. a., S. 596.
3. ↑  Fry u. a., S. 597.
4. ↑  Fry u. a., S. 597.
5. ↑  Harrison u. a., S. 444.
6. ↑  Bezzel, S. 525.
7. ↑  Fry u. a., S. 598.